# قره‌بلاغ (خیزی)
قره‌بلاغ (به لاتین: Qarabulaq) یک منطقه مسکونی در جمهوری آذربایجان است که در شهرستان خیزی واقع شده‌است. قره‌بلاغ ۲۰۱ نفر جمعیت دارد.